# 建築大師
建筑大师 (挪威語：Bygmester Solness，英文：The Master Builder）是挪威剧作家易卜生著的戏剧，于1892年發表，於1893年1月19日在柏林第一次被搬上舞台（另一说是在伦敦）。

## 剧情概括
人物列表
- 哈尔伐·索尔尼斯，建筑大师。
- 艾林·索尔尼斯，他的妻子。
- 贺达尔，医生。
- 克纳特·布罗维克，从前也是一名建筑师，现在在索尔尼斯手下做事。
- 瑞格纳·布罗维克，他的儿子，索尔尼斯的制图员。
- 开雅·佛斯丽，他的侄女，索尔尼斯的簿记员。
- 希尔达·房格尔，早在《海上夫人》中就已出场的角色。

这出戏开始于哈尔伐·索尔尼斯——一位已经成名的中年建筑师——的家中。他的所有精力都花费在自己的工作上，因而他的家庭生活并不是很顺心。他虽然还雄心勃勃，但是却很害怕后一代人争夺自己的地位。虽然老布罗维克得了重病快要死去，希望看到瑞格纳能够自己独立做一件事情，索尔尼斯却一方面竭力阻挠瑞格纳单独承担工程任务，一方面千方百计地把瑞格纳留在身边，甚至利用天真的少女开雅来绊住瑞格纳。
在这样紧张的局面中希尔达·房格尔出场了。她是一个妙龄少女，曾经和索尔尼斯有过一面之缘。索尔尼斯曾经在希尔达的家乡修建一座教堂，在落成典礼上，索尔尼斯爬上了教堂的高塔并且挂上了一个花圈。希尔达在下面大喊：“建筑师索尔尼斯万岁！”随后索尔尼斯来到希尔达家出席晚宴，此时他吻了希尔达，并且承诺十年之后给希尔达一个“王国”。现在已经是十年之后了，于是希尔达前来要求索尔尼斯实现他的诺言。索尔尼斯和希尔达有了一段很长的谈话，索尔尼斯表露了自己的心理和困难。希尔达劝说索尔尼斯同意瑞格纳离开，索尔尼斯最终同意了。
索尔尼斯为自己和妻子修建了一座新的住房，上面也带有一个高塔。希尔达不断地请求索尔尼斯像当年一样爬上高塔，挂上花圈，但是此时索尔尼斯患有头晕的毛病，他自己和他妻子都不相信他能够这么做。然而最终在希尔达的鼓励下，索尔尼斯还是同意了，于是他爬上高塔，打算向上帝宣告从此以后他只修建自己喜欢的建筑。在戏剧的末尾，索尔尼斯头晕发作，从高塔上摔了下来，当场死亡。希尔达却好像着迷似的暗自得意，说道：“然而他究竟爬到了顶上。我还听见空中弹竖琴的声音呢。”她把围巾在空中挥舞，热烈狂呼：“我的——我的建筑师！”

## 外部連結
- 百老匯網路資料庫（IDBD）上《建築大師》的资料（英文）
- The Master Builder - 古腾堡计划
- Konstruestro Solness - 古腾堡计划 （世界文）